# Sibanicú
Sibanicú är en ort i Kuba.   Den ligger i provinsen Provincia de Camagüey, i den östra delen av landet, 500 km öster om huvudstaden Havanna. Sibanicú ligger 92 meter över havet och antalet invånare är 16 856.
Terrängen runt Sibanicú är platt. Runt Sibanicú är det ganska glesbefolkat, med 24 invånare per kvadratkilometer. Det finns inga andra samhällen i närheten. Trakten runt Sibanicú består till största delen av jordbruksmark.